# Languidipes lithophagus
Languidipes lithophagus (лат.) — вид подёнок из семейства Polymitarcyidae. Первое обнаруженное пресноводное насекомое, сверлящее камни.

## Этимология
Название нового вида образовано из двух слов: lithos («камень» по-гречески) и phagus («пожиратель» по-латыни), что указывает на его уникальную особенность сверлить камни.

## Распространение
Мьянма (Bago River basin).

## Описание
Длина тела от 11,3 до 17,9 мм, церки от 2,0 до 3,2 мм, парацерки от 3,3 до 4,7 мм. Личинки являются фильтраторами, вгрызающимися в кремнистые (алевролитовые) породы в речной среде. Личинки проникают в затопленные породы, просверливая отверстия своими увеличенными мандибулами. Их следы представляют собой горизонтально ориентированное туннели с двумя отверстиями. Ранее в мире были известны только два вида скальнобурящих животных: двустворчатый моллюск из семейства Pholadidae и корабельный червь. Все эти виды и Languidipes lithophagus произошли от первично вгрызающихся в древесину предков, что указывает на упрощенный эволюционный переход от древесины к твердому субстрату, основанный на наборе морфологических и анатомических преадаптаций, развившихся у древоточцев (например, массивные личиночные бивнеподобные мандибулы у подёнок и специфическое тело, панцирь, и строение мышц у двустворчатых моллюсков).

## Систематика
Languidipes lithophagus был впервые описан в 2022 году по типовым материалам из Мьянмы. Таксон включён в состав рода Languidipes из семейства Береговые подёнки (Polymitarcyidae). Новый вид морфологически близок к родственным таксонам L. taprobanes (Индия, Шри-Ланка) и L. corporaali (Индонезия, Малайзия, Таиланд), но его можно отличить от этих таксонов по следующему сочетанию признаков: переднемедианный выступ головы полукруглый, субапикальные мандибулярные бугорки маленькие. L. taprobanes также имеет полукруглый передний выступ, но отличается от нового вида наличием мандибул с четырьмя зубцами. В свою очередь L. corporaali можно отличить от нового вида по треугольному переднемедиальному выступу головы и значительно более крупному округлому субапикальному мандибулярному бугорку. Апикальные зубцы видов, сверлящих камни, гораздо более массивные и округлые, чем у двух других таксонов сверлящих древесину.